# Andoni Ortuzar
Andoni Ortuzar Arruabarrena (Portugalete, Vizcaya, 13 de julio de 1962) es un periodista y político español de ideología nacionalista vasca, presidente del Euzkadi Buru Batzar del Partido Nacionalista Vasco desde el 2013 hasta 2025.
Es licenciado en Ciencias de la Información por la Universidad del País Vasco, ex secretario general de Acción Exterior del Gobierno Vasco, ex director general de EITB y ex parlamentario del PNV en el Parlamento Vasco.
Desde enero de 2008 hasta enero de 2013 fue el presidente de la Bizkai Buru Batzar (BBB), la ejecutiva vizcaína del PNV. Desde entonces es el presidente del PNV.
También es vicepresidente del Partido Demócrata Europeo (PDE).

## Biografía
Andoni Ortuzar nació el 13 de julio de 1962 en Portugalete (Vizcaya). Estudió Ciencias de la Información, rama Periodismo, en la Universidad del País Vasco. Cuando acabó la carrera entró como redactor en Radio Popular de Bilbao y, posteriormente, en 1981 en el diario Deia donde se mantuvo hasta 1987. En Deia fue responsable de las secciones de Laboral y Euskadi-Política. Militante del sindicato ELA, perteneció al comité de empresa de Deia, llegando a ser presidente del mismo.

## Trayectoria política
En septiembre de 1987 abandonó Deia y se incorporó al Departamento de Presidencia, Justicia y Desarrollo del Gobierno Vasco como asesor, encargándose de la jefatura de Prensa y de las Relaciones Internacionales. En febrero de 1991 fue nombrado asesor de Comunicación y Difusión en la Secretaría de la Presidencia y asignado a la entonces recién creada Secretaría General de Acción Exterior. Desde 1992 desempeñó el puesto de coordinador de esta secretaría, con responsabilidades directas en la preparación de misiones institucionales vascas al exterior y la programación de las visitas oficiales al País Vasco de personalidades y mandatarios extranjeros.
En enero de 1995, dentro de un nuevo gabinete de gobierno, ocupó el puesto de secretario general de Acción Exterior, bajo la dependencia directa del lehendakari.
Ha tenido también las responsabilidades de presidente del Consejo Asesor Vasco de Cooperación al Desarrollo, vicepresidente del Consejo Asesor con las Colectividades Vascas y miembro de la Comisión Bilateral Euskadi-Estado para Asuntos Europeos.
En julio de 1999 es nombrado director general de Ente Público Euskal Irrati Telebista-Radio Televisión Vasca, cargo que mantuvo hasta enero de 2008, cuando fue nombrado presidente del Bizkai Buru Batzar del PNV, el órgano de dirección de ese partido en Vizcaya, en sustitución de Iñigo Urkullu.
En marzo de 2009 recoge el acta de miembro del grupo parlamentario Euzko Abertzaleak-Nacionalistas Vascos en el Parlamento Vasco, cargo que ocupa hasta el 31 de enero de 2012. 

## Presidente del PNV
El 12 de enero de 2013 es elegido presidente del Euskadi Buru Batzar del PNV, máximo órgano de gestión del partido, cargo que revalidó en el marco de la Asamblea General del PNV celebrada en Pamplona los días 13 y 14 de febrero de 2016.
En el año 2020 la Asamblea General del PNV volvió a elegirle como presidente del PNV por tercer mandato.

## Vida privada
Está divorciado y tiene dos hijas.